# Jovnna-Ánde Vest
Jovnna-Ánde Vest (né le 14 juin 1948 à Utsjoki) est un écrivain et traducteur same.

## Biographie
Jovnna-Ánde Vest  est né en Laponie du nord.
Il habite en France.

## Ouvrages
- Čáhcegáddái nohká boazobálggis, Oulu, Pohjoinen, 1988 (ISBN 951-749-128-X)
- Kapteainna ruvsu (1991)
- Eallinbihtát (1992)
- Árbbolaččat 1 (1996) (Perilliset 1)
- Árbbolaččat 2 (2002) (Perilliset 2)
- Árbbolaččat 3 (2005) (Perilliset 3,  (ISBN 978-82-7374-660-3))